# L'Esprit du temps
Pour les articles homonymes, voir Esprit du temps.
 (août 2012).
L'Esprit du temps est une maison d'édition française fondée en 1989 par Philippe Brenot, qui en était le directeur littéraire jusqu'en août 2018 avec Laetitia Devaux. Elle était  dirigée jusqu'à cette date par Patrick Baradeau. Cette maison d’édition francophone, dont la diffusion est assurée par Geodif publie des ouvrages dans le domaine de la psychologie, de la psychiatrie, de la psychanalyse ainsi que - depuis 2012 - en sciences humaines et sociales.
Les Editions des Soixante, dirigées par Jean-Marie Mongin, en sont devenues les propriétaires en septembre 2018. Les collections existantes sont poursuivies et de nouveaux domaines sont explorés par la nouvelle direction éditoriale : un domaine littéraire albanais ; une collection « Beaux livres », une collection de guides « L’Esprit pratique » en prise avec l'actualité et la collection « Textes Essentiels ».

## Revues
L’Esprit du temps édite plusieurs revues scientifiques :
- Corps & Psychisme : revue dirigée par Frédérique Debout et Annie Roux, continuation de la revue Champ Psy, qui elle-même a succédé à la Revue de médecine psychosomatique créée en 1958 par Michel Sapir, l’une des deux grandes revues francophones de psychosomatique.
- Imaginaire et inconscient : continuation des Études psychothérapiques du Groupe international du rêve éveillé en psychanalyse et du travail de Robert Desoille sur le rêve-éveillé, couvre le champ de l’imaginaire en clinique psychologique et psychanalytique, en littérature, dans les Arts.
- Études sur la mort : dirigée par Marie-Frédérique Bacqué, revue de la Société française de thanatologie. S’intéresse à un triple objet : la mort, sa nature, ses causes et son origine ; le mourir et le mourant, le vécu de la mort, le droit à la mort s’il existe (euthanasie, suicide), les manières de bien mourir ; l’après mort, les rites funéraires, les pratiques du deuil.
- Topique : jusqu'en 2022, revue freudienne dirigée actuellement par Sophie de Mijolla-Mellor, créée en 1969 par Piera Aulagnier, cofondatrice du Quatrième Groupe, Organisation psychanalytique de langue française (OPLF).

## Collections
L'Esprit du Temps édite plusieurs collections :
- Cahiers Jacques-Ellul (2005-2008)
- Perspectives Psychanalytiques (1995-2004)
- Le Monde Psy (2005-2008)
- Collection « Psychologie » (1994-2000)
- Collection « Philosophie » (1994)
- Domaine albanais
- Les textes essentiels